# Hředle (powiat Beroun)
Hředle – wieś i gmina w Czechach, w powiecie Beroun, w kraju środkowoczeskim. Według danych z dnia 1 stycznia 2013 liczyła 362 mieszkańców.